# Ablepharus kitaibelii
Ablepharus kitaibelii é uma espécie de lagarto do gênero Ablepharus, da família Scincidae. Com aproximadamente 15 cm de comprimento, esse réptil habita a Europa oriental e a Ásia, e costuma ser encontrado em rochas e ambientes secos. Alimenta-se de insetos e moluscos (caracois).